# Marilyn Hickey
Marilyn Hickey (n. 1 iulie 1931) este o slujitoare creștină americană, o tele-evanghelistă pe canalele de televiziune creștine și o personalitate internațională care predă învățături biblice în instituții teologice și biserici din întreaga lume. Are slujiri misionare în peste 124 de țări, are o activitate creștină de peste 35 de ani și este autoarea mai multor sute de cărți și broșuri cu tematică creștină și teologică. Marilyn Hickey a fost oaspetele liderilor de guvern și ai șefilor de stat din mai multe națiuni ale lumii. Ea este considerată de mulți ca fiind unul dintre cei mai importanți ambasadori de astăzi ai Evangheliei (Veștii Bune a) lui Dumnezeu cu privire la mântuirea veșnică prin Isus Hristos.
Locuiește în Denver, statul Colorado, din Statele Unite, împreună cu soțul ei, Rev. Wallace Hickey.

## Biografie
Ca o tânără fată, tânăra Marilyn, ai căror părinți au practicat credința metodistă, participa la slujbele bisericii doar ocazional, ea devenind o creștină născută din nou, doar atunci când a ajuns la vârsta adolescenței. În colegiu, ea a studiat limba spaniolă, intenționând să devină profesoară de liceu, până când la întâlnit pe viitorul ei soț, Wallace Hickey, care a provocat-o și motivat-o în angajamentul ei față de Hristos, încurajând-o să devină penticostală. Cei doi s-au căsătorit și au devenit, nu doar un cuplu, ci și o echipă de păstorire într-o biserică a Adunărilor lui Dumnezeu din Statele Unite. De-a lungul timpului ei au continuat să pastorească Centrul Creștin Orchard Road din zona metropolitană Denver, biserică ce a fost găzduită de clădirea unui fost un magazin mall.

### Programul TVAstăzi cu Marilyn și Sarah
Începând din anul 1996, doamna Hickey a apărut în mod regulat la televiziune, împreună cu fiica ei Sarah Hickey Bowling, continuând să predice prin intermediul diverselor rețele TV creștine, cum ar fi: Trinity Broadcasting Network (TBN) sau DayStar Network, dar și prin stațiile independente, atât din SUA, cât și de pe întreg globul. De asemenea, emisiunile pot fi văzute și prin internet și podcast-uri, iar activitatea creștină a familiei Hickey poate fi urmărită pe site-urile de slujire.